# Marie-Claire Zimmermann
Marie-Claire Zimmermann   (Brest, 22 de setembre de 1937) és una filòloga francesa.

## Trajectòria
Per motius de salut d'un familiar, passà moltes estones de la seva infantesa a l'Alta Cerdanya, on hi va aprendre català, malgrat que el seu pare li ho va prohibir. Estudià filologia hispànica a la Sorbona, on el 1961 aconseguí graduar-se en espanyol hi fou professora del 1963 al 1970. El 1967 es casà amb l'historiador Michel Zimmermann i de 1971 a 1974 van viure a Barcelona, on estudià l'obra d'Ausiàs March a la Biblioteca de Catalunya, de tal manera que actualment és una de les especialistes en literatura del segle xiv. També ha estudiat l'obra de Pere Gimferrer i Salvador Espriu. El 1991 ocupà la primera càtedra de Llengua i Literatura Catalanes de la Universitat de París-Sorbona, i el 1992 fou designada directora del Centre d'Études Catalanes de la Sorbona. Des del 1997 és membre corresponent de l'Institut d'Estudis Catalans. També ha traduït al francès algunes obres de Pablo Neruda.
Ha rebut el Premi Catalònia de l'IEC (1993), el Premi Crítica Serra d'Or (1998), el XII Premi Internacional Ramon Llull (1999) i el 2000 la Creu de Sant Jordi.

## Obres
- Poesías españolas contemporáneas (11970)
- Ausiàs March o l'emergència del jo (1998) (Premi Crítica Serra d'Or d'estudi literari, 1999)